# Angela (animal)
Angela es un género de mantis de la familia Mantidae. Algunos lo consideran el único género de la familia Angelidae (Angelinae).

## Distribución geográfica
Las especies de este género son:
- Angela armata
- Angela brachyptera
- Angela championi
- Angela decolor
- Angela guianensis (Rehn, 1906)
- Angela inermis
- Angela lemoulti
- Angela maxima
- Angela minor
- Angela miranda
- Angela ornata
- Angela perpulchra
- Angela peruviana
- Angela purpurascens
- Angela quinquemaculata
- Angela saussurii
- Angela subhyalina
- Angela trifasciata
- Angela werneri